# Histoire électorale de Kamala Harris
 (octobre 2024).
Le contenu est difficilement compréhensible vu les erreurs de traduction, qui sont peut-être dues à l'utilisation d'un logiciel de traduction automatique.

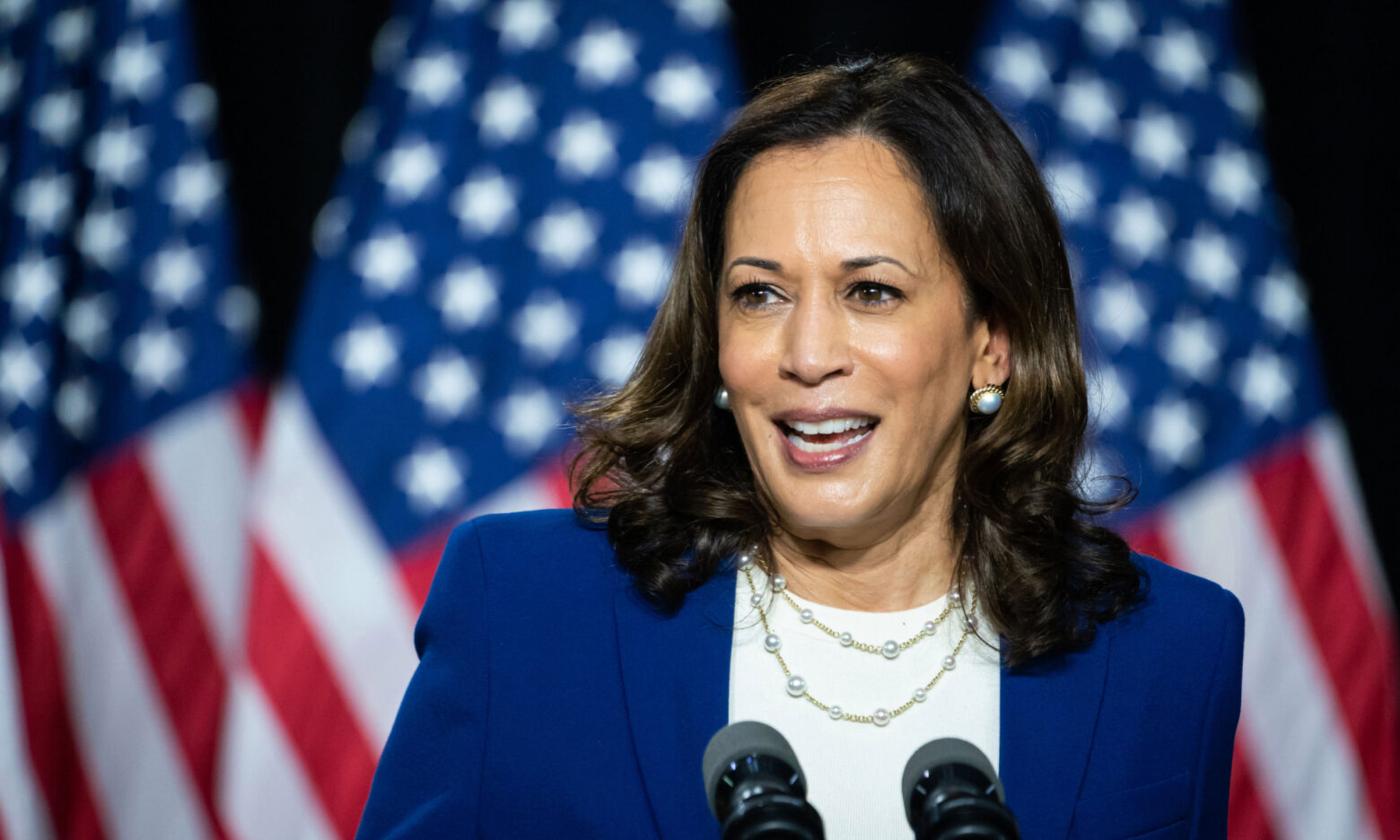
Kamala Harris lors de l'annonce officielle de sa candidature à la vice-présidence des USA à Wilmington, Delaware, le 12 août 2020.

Cette page aborde l'histoire électorale de Kamala Harris, 49e vice-présidente des États-Unis du 20 janvier 2021 au 20 janvier 2025.
Elle fut précédemment sénatrice des États-Unis pour la Californie (2017-2021), 32ème procureure générale de Californie (2011-2017) et 27ème procureure de district de San Francisco (2004-2011). Démocrate, Harris fut candidate aux primaires présidentielles du Parti démocrate de 2020, mais retira sa candidature le 3 décembre 2019, invoquant un manque de fonds,.
Le 8 mars 2020, Harris apporta son soutien personnelle à l'ancien vice-président Joe Biden pour la course à la primaire démocrate de 2020. Harris fut subséquemment choisi par Biden pour être sa colistière le 11 août 2020, c'est-à-dire être candidate à la fonction de Vice-Présidente des États-Unis Biden et Harris remportèrent les élections présidentielles américaines de 2020. Le 20 janvier 2021, Harris devint la première femme vice-présidente des États-Unis, ainsi que la première vice-présidente d'origine asiatique des États-Unis.
Harris est la candidate du Parti démocrate à l'élection présidentielle de 2024 après le retrait de Biden de l'élection,.

## Histoire électorale de Kamala Harris aux fonctions de Procureure

### 2003
Kamala Harris fut élue Procureure du district de San Francisco en 2003 avec 56;5% des suffrages exprimés.

### 2010
Kamala Harris fut élue Procureure générale de Californie en 2010, poste un peu équivalent à celui de ministre de la Justice, et réélue aux mêmes fonctions en 2014.

## Histoire électorale de Kamala Harris au Sénat des États-Unis

### 2016
Kamala Harris remporta l'élection sénatoriale de 2016 pour la Californie. Kamala devint donc sénatrice des États-Unis pour l'État californien.

## Élections présidentielles

### 2020

Carte du collège électoral pour l'élection de 2020.

Kamala Harris fut choisie par Joe Biden pour être sa colistière aux élections présidentielles de 2020. Biden et Harris remportèrent la majorité absolue des voix du Collège électoral des États-Unis (306 voix), et furent donc élus respectivement Président et Vice-Président des États-Unis.

### 2024
À la suite du retrait de Joe Biden de la course présidentielle, Kamala Harris fut mise en avant comme candidate naturelle du Parti démocrate. Kamala, soutenue par Joe Biden, décida ainsi de lancer sa candidature à l'élection présidentielle. Le 2 août 2024, une majorité absolue de délégués du Parti démocrate affichèrent leur soutien à la Vice-Présidente, ce qui conduisit à faire d'elle la candidate présumée du Parti, en attente de la confirmation officielle lors de la Convention du Parti en fin d'août